# Heraclides torquatus subsp. mazai
Heraclides torquatus mazai es una mariposa de la familia Papilionidae.

## Clasificación y descripción de la especie
Esta mariposa tiene las antenas y la cabeza de color negro con dos puntos amarillos detrás de los ojos; abdomen también es de color negro y con puntos amarillos en el pronoto (vista dorsal). El abdomen es negro en su dorso y amarillo en los laterales y ventralmente. Las alas son de color negro, las anteriores en su vista dorsal tiene una franja o banda central de color amarillo angosta (más ancha en la especie típica), esta inicia desde el margen anal. Hasta la vena M3 sin tocar la vena. Tiene otra serie de manchas amarillas “amorphas” en la región subapical, la más grande no sobrepasa la vena R5. Las alas posteriores tienen una banda central de color amarillo, esta pasa de lado a lado desde margen anal a costal. En la banda submarginal presenta serie de lúnulas con escotadura en el extremo distal (son más achatadas en la especie típica). La vena M3 está desarrollada formando una “cola” del mismo ancho en toda su longitud (la especie típica la tiene constreñida en su base), la banda marginal presenta lúnulas delgadas de color amarillo intervenales. Ventralmente las alas posteriores presentan mismo patrón de la banda central y  las manchas cercanas al área subapical; en la cédula discal parten varias líneas amarillas desde la región basal. Ventralmente las alas posteriores tienen el mismo patrón de diseño; en la banda postdiscal presenta serie de manchas anaranjadas. 
Esta especie presenta dimorfismo acentuado, y la hembra tiene un patrón de colores diferente respecto al macho. Las alas anteriores son de color negro mate, sin mancha en la  banda central amarilla. Las alas posteriores presentan en la banda marginal lúnulas de color amarillo con anaranjado, y en la banda submarginal lúnulas blanco con rojo coral en su vista ventral; en su vista dorsal estas manchas no presentan el color blanco.

## Distribución de la especie
Esta especie se desarrolla en el oeste de México, en los estados de Jalisco, Colima, Guerrero, Morelos y Oaxaca.

## Ambiente terrestre
Se le puede encontrar en lugares sombreados, visita muy frecuentemente las flores de Caesalpinia pulcherrima (Leguminosae) conocida con el nombre común de bigotillo.

## Estado de conservación
No se encuentra bajo ninguna categoría de riesgo.